# 히가시쿠루메역
히가시쿠루메역(일본어: 東久留米駅, ひがしくるめえき)은 일본 도쿄도 히가시쿠루메시에 있는 철도역이다.

## 역 구조
2면 2선의 상대식 승강장을 지닌 지상역으로 역사 형태는 교상역이다. 역 안의 개찰구를 기준으로 왼쪽과 오른쪽에 각각 동쪽 출입구와 서쪽 출입구가 있다. 연결 통로를 통하여 북쪽 출입구로도 연계가 된다.
예전에는 화물 취급도 하였으며, 역의 측선에 이를 위한 시설이 있었기 때문에 여객 승강장은 섬식이었다. 1970년대에 상대식이 되었지만, 측선에 화물을 취급했던 흔적이 남아 있다. 화물 취급은 2차 세계 대전 때의 나카지마 비행기 관련 공장 전용선과의 연계 및 히바리가오카 단지(ひばりが丘団地) 건설 자재 취급을 위한 것이었다.
에스컬레이터는 동쪽 출입구, 서쪽 출입구에 각각 한 대씩, 북쪽 출입구 및 개찰내 중앙 광장의 승강장에 각각 두대 씩 설치되어 있으며, 엘리베이터는 동쪽 출입구, 서쪽 출입구, 북쪽 출입구에 각각 한대 씩, 개찰구 안의 중앙 광장 승강장에 2대 설치되어 있다.
화장실은 2층 개찰구 안과 서쪽 출입구 및 북쪽 출입구에 설치되어 있다.
2008년 7월 14일에 TOMONY가 선상 역사 매점으로 다시 개업했다.

### 타는 곳
| ↑ 히바리가오카 |
| 1 \| 2         |
| 기요세 ↓       |

| 1 | ■ 이케부쿠로 선 | 히바리가오카·샤쿠지이 공원·네리마·이케부쿠로· ○유라쿠초 선 신키바·○ 후쿠토신 선 시부야 방면 |
| 2 | ■ 이케부쿠로 선 | 도코로자와·고테사시·이루마 시·한노 방면                                                     |

- 참고 : 하행선 기요세 행 열차는 이 역에 도착하기 전에 환승 안내방송을 한다.

## 출구 정보
서쪽 출입구 광장에서 히가시쿠루메 시청까지 연결되는 도로는 "마로니에 후지미 거리(まろにえ富士見通り)"로 불리며, 역 2충에 있는 후시미 테라스(富士見テラス)에서 이 도로 방향으로 보면, 후지산이 잘 보인다.
역 주변은 토지구획 정리 사업에 의해서 아파트가 많이 건설되었다.
- 북쪽 출입구(北口)
- 서쪽 출입구(西口)
  - 히가시쿠루메 시청
  - 히가시쿠루메 우체국
- 동쪽 출입구(東口)
  - 히가시쿠루메 시립 동부 도서관

## 역사
- 1915년 4월 15일: 무사시노 철도 이케부쿠로 - 한노 구간 개통으로 영업 개시. 당초에는 지금의 시 중심부에 있는 마에자와주쿠(前沢宿)를 통과할 예정이었지만, 땅 주인의 반대로 무산되었으며, 지금의 역 주변 땅 주인이 토지를 제공하여 개통이 된다. 세이부 이케부쿠로 선이 히바리가오카 역의 하행선 방향 및 기요세 역의 이케부쿠로 방향, 아키쓰 역의 도코로자와 방면에서 심한 곡선 구간이 있는 것은 바로 이 때문이다.
- 1940년 경 : 나카지마 비행장 화물 유치를 위한 전용선 부설(1960년경 철거).
- 1949년 : 북쪽 출입구 역사 준공
- 1970년: 승강장 형태를 상대식 승강장으로 변경.
- 1994년 11월: 교상 역사 완공. 서쪽 출입구, 동쪽 출입구 신설. 서쪽 출입구에 엘리베이터 설치.
- 1999년 : 관동 지방 역 100선(関東の駅百選)에 선정.
- 2005년 10월 : 서쪽 출입구에 있는 후지미 테라스(富士見テラス)가 관동 지방의 후지미 100가지 환경(関東の富士見百景)에 선정.
- 2008년
  - 2월 : 상하행선 기요세 방면 타는 곳 개축. 지붕 설치.
  - 3월 : 타는 곳의 안내판과 세로 쓰기의 역명 표기판을 새로운 디자인으로 변경.
- 2009년 8월 1일 : 북쪽 출입구 주변 상점에서 정오에서 오후 5시까지 북쪽 출입구 역명 표지판을 타카하시 루미코의 만화 도레미 하우스에 등장하는 도케이사카역(時計坂駅)으로 변경한 이벤트가 개최되었다. 이 이벤트가 개최된 것은 이 역의 북쪽 출입구 건물이 만화 도레미 하우스에 나오는 도케이사카역(時計坂駅)의 모델이 되었기 때문이다.
- 2010년
  - 1월 22일 : 북쪽 출입구 건물 해체
  - 5월 29일 : 북쪽 출입구 철거한 부분에 상업 시설인 Emio 하기사쿠루메 개점

이 역이 개업했을 당시 행정구역은 기타타마 군(北多摩郡)구루메 무라(久留米村)였다. 역명을 히가시쿠루메라고 한 이유는 후쿠오카현의 구루메역과의 구분을 위해서였다. 당시 국유 철도 및 연계 수송을 실시하는 사철에 대해서는 중복된 역명을 부여할 수 없었다. 그 후 구루메 무라는 1956년의 구루메 정(久留米町)으로 변경되고, 1970년에 시로 승격된다. 당시 이름이 중복된 행정구역은 불가능했기 때문에 이 역명과 같은 히가시쿠루메시로 명명되었다.

## 북쪽 출입구 개축 공사

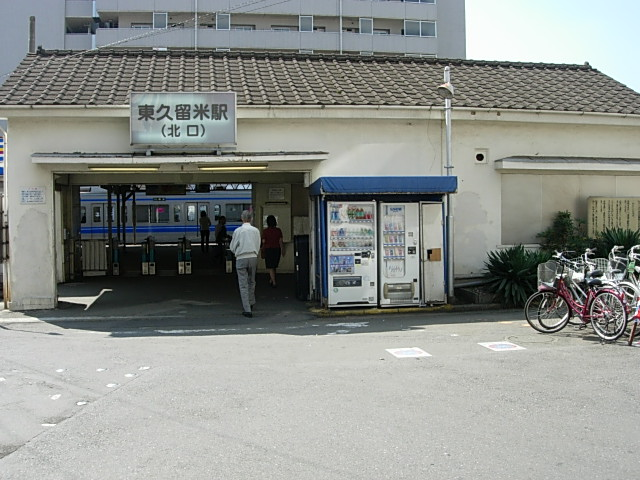
옛 북쪽 출입구 건물 (2005년 10월 촬영)

이 역의 북쪽 출입구 목조 건물은 1949년에 완공된 이래 약 반세기 동안 영업을 하다가 노후화로 인하여 재건축을 하게 되었다. 개축 공사 이전인 2008년 2월에 상하행선 기요세 방향 타는 곳에 지붕이 설치되었으며, 2009년 6월부터 본격적인 개축 공사가 시작되었다.
2009년 8월 1일에는 정오에서 오후 5시 사이에 역명 표지판을 도케이사카 역(時計坂駅)으로 변경하였다. 이는 북쪽 출입구 주변 상가의 이벤트에 맞춘 것이다. 이 후 2010년 1월 22일에 북쪽 출입구 개찰구가 폐쇄되었고, 건물도 해체되었다.
그리고, 2010년 5월 29일에 건물이 철거된 자리에 'Emio 히가시쿠루메'가 개업하였다.

## 기타
- 서쪽 출구에 있는 후지미 테라스에서 촬영된 후지산의 사진이 2007년 정월의 요미우리 신문 도쿄 본사판의 1면 칼라 사진으로 채용되었다.

## 사진

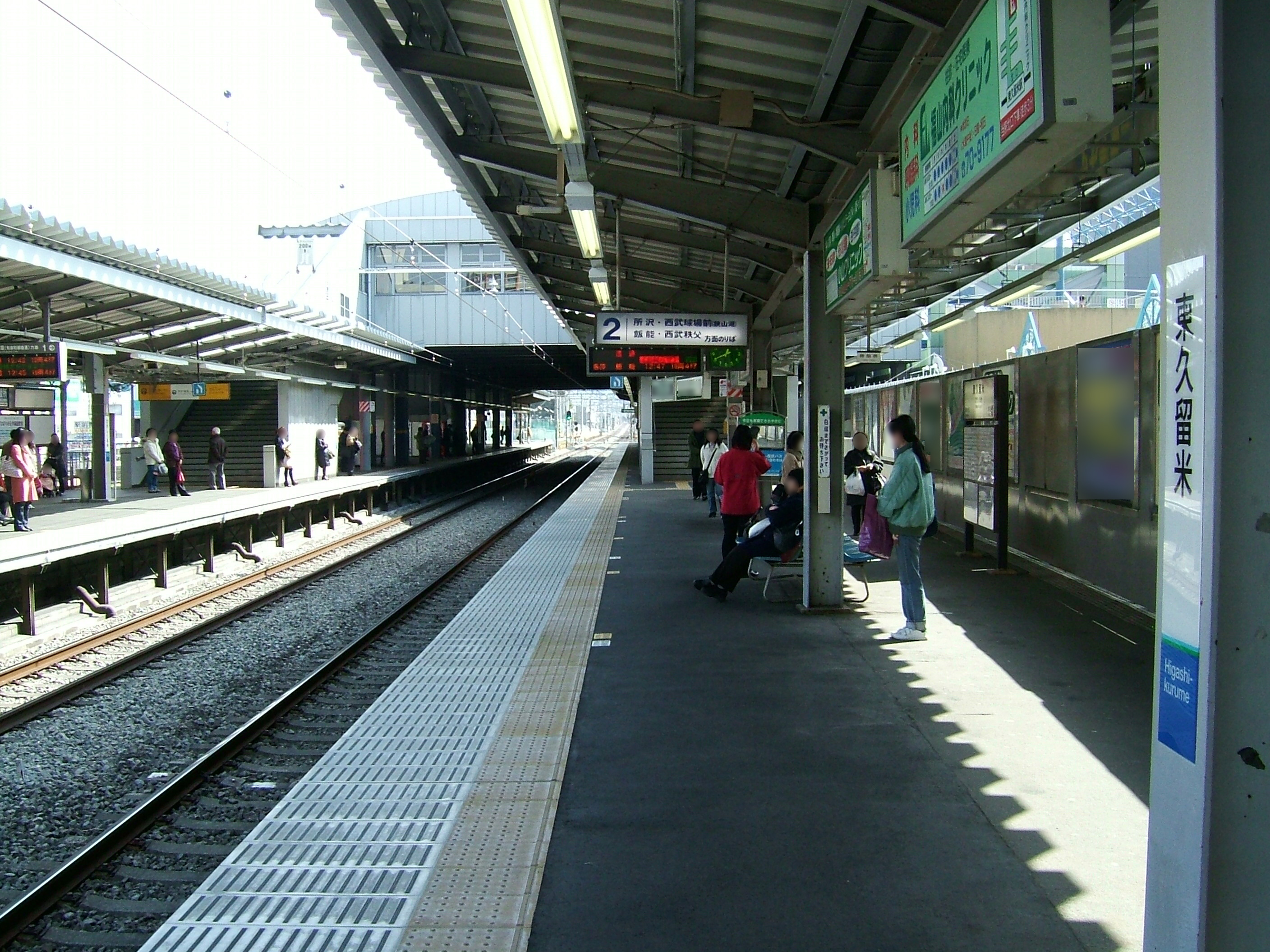
승강장 모습(2008년 3월 4일)
한글이 병기된 역명판(2010년 5월 1일 촬영)
공사중인 역 북쪽 출입구(2010년 5월 29일 완공) (2010년 5월 1일 촬영)

## 인접역
| 세이부 철도■이케부쿠로 선                              | 세이부 철도■이케부쿠로 선      | 세이부 철도■이케부쿠로 선 |
| ------------------------------------------------------ | ------------------------------ | ------------------------- |
| 히바리가오카 이케부쿠로, 신키바, 시부야, 요코하마 방면 | ■쾌속, ■통근준급, ■준급, ■보통 | 기요세 한노 방면          |
| 호야 이케부쿠로 방면                                   | ■통근급행(상행선만)            | 도코로자와 한노 방면      |